# Patrimonialgerichtsbarkeit (Baden)
Patrimonialgerichtsbarkeit bezeichnet in Baden und anderen Teilen des damaligen Deutschlands die Gerichte der adligen Grundherren, die jeweils eine eigene Gerichtsbarkeit hatten. Die Gerichtsbarkeit war an den Besitz eines Gutes (patrimonium) gebunden.
Patrimonialgerichte umfassten jedoch nur die niedere Gerichtsbarkeit, also vor allem Eigentums-, Familien-, Erb- und Gutsrechte und teilweise auch niederes Strafrecht (z. B. Beleidigungen, Raufereien).
Baden hatte am 14. Mai 1813 die grund- und standesherrliche Gerichtsbarkeit aufgehoben, musste sich aber 1823 auf Grund der Bundesakte zur Rückgabe der Gerichtsbarkeit erster und zweiter Instanz bereit erklären. Konkret blieb die standesherrliche Gerichtsbarkeit auf das Vorschlagsrecht für die Ernennung des Personals aus dem Kreis der geprüften Kandidaten und die mit der Gerichtsbarkeit verbundenen Einnahmen beschränkt. Die Patrimonialgerichtsbarkeit wurde in Baden am 8. September 1849 endgültig aufgehoben.